# Feketeleves
A feketeleves a köznyelvben egy még hátralevő vagy váratlan negatív eseményt, kellemetlen kötelezettséget jelent. Ma már ezt egybeírjuk, nem mint eredetileg, fekete leves formában. A népi etimológia arra a legendára vezeti vissza, amelyben a törökök meghívnak ebédre egy magyar urat, akit a „hátra van még a fekete leves” jelszóra a katonák foglyul ejtenek. (A feketeleves eszerint a török által az ebéd végén fogyasztott kávéra utalna.) A szerencsétlenül járt magyar méltóság az erdélyi hagyományban Majláth István vajda, Szirmay Antal anekdotagyűjteményében Thököly Imre, Arany János versében Török Bálint.
Történelmi dokumentumok ezt a magyarázatot nem támasztják alá; a modern nyelvtudomány a kifejezést a magyar szakácsmesterségből eredezteti, ahol fekete színű mártásfélét jelentett, amely színét a beletört főtt vértől, esetleg borba áztatott pirított kenyértől vagy szitán áttört, főtt szilvabéltől kapta.
Számos más népnél is megtalálható a fekete levesnek nevezett, vérrel készült étel – ilyen a disznóvérből készült spártai melasz dzómosz, a kacsavért tartalmazó lengyel czernina és a disznó vagy liba véréből készülő svéd svartsoppa.